# Presence
Presence es el séptimo álbum de estudio de la banda británica de hard rock Led Zeppelin, publicado por Swan Song Records el 31 de marzo de 1976.

## Contexto y composición
El álbum fue concebido tras las serias lesiones sufridas por Robert Plant en un accidente de tráfico en Rodas, Grecia, el 15 de agosto de 1975, el cual obligó a posponer la gira mundial planeada para 1975 y 1976. Durante su periodo de convalecencia en Malibú, Plant y Jimmy Page habían escrito suficiente material como para empezar a trabajar en el SIR Studio de Hollywood. El álbum fue grabado en tres semanas en los Musicland Studios de Múnich, Alemania, con Plant en una silla de ruedas. 

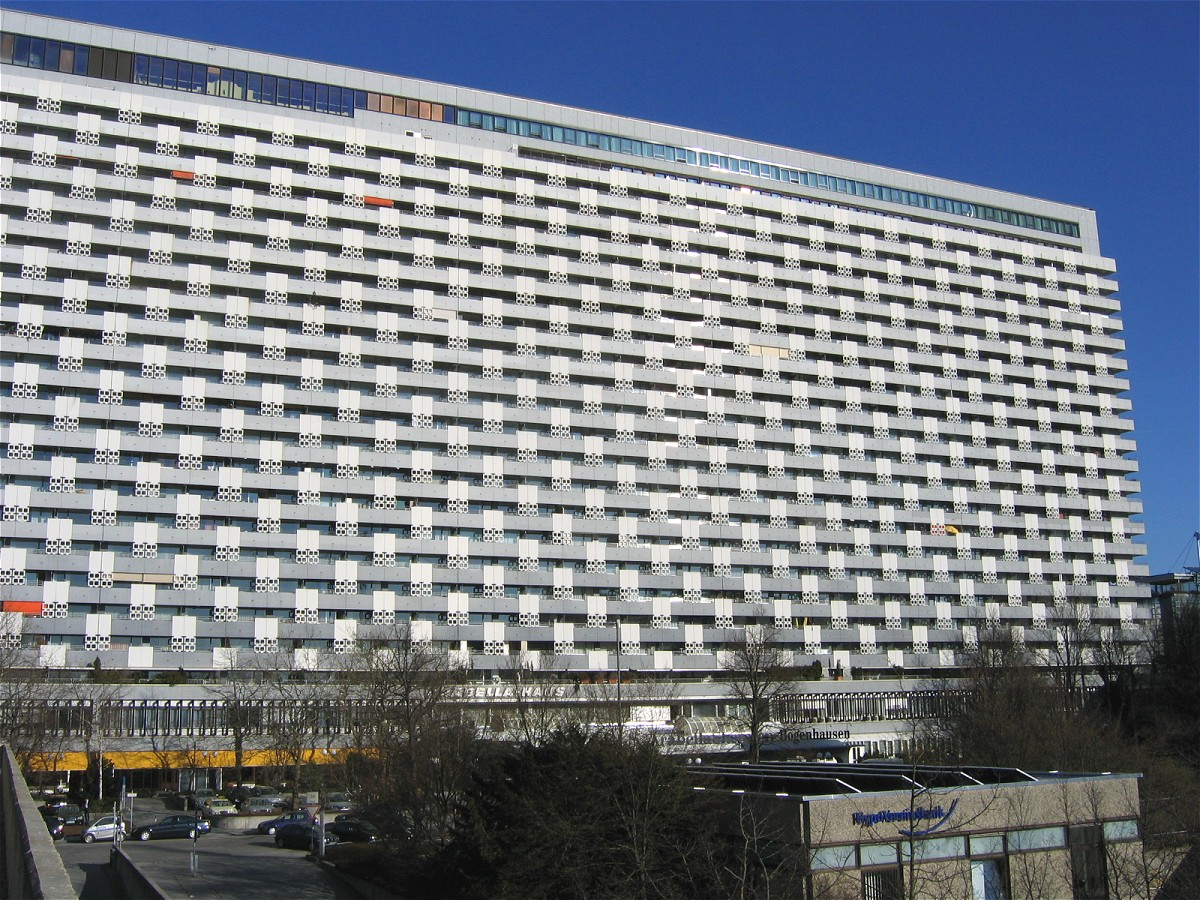
Musicland Studios, Múnich. La sala de grabación estaba en el subsuelo

Ambos habían planeado las sesiones de grabación de este álbum como la vuelta a la simplicidad y la espontaneidad de los primeros tiempos, tras haber trabajado con los complejos arreglos y variedad estilística de los discos Houses of the Holy o Physical Graffiti. Es el único disco de Led Zeppelin que no incluye ni canciones acústicas ni teclados, a excepción de "Candy Store Rock", que contiene una pista audible de guitarra acústica en el canal izquierdo.

## Canciones
Lado A
- "Achilles Last Stand" es la canción que abre el álbum, con una duración de 10 minutos. Es un tema presidido por un riff pesado y galopante, con una letra de Plant relatando su accidente en Grecia de manera poética y metafórica.
- "For Your Life" es el primer número de blues del álbum, con una duración de 6 minutos, se destaca por tener varios riffs que se siguen unos a otros y se superponen, también se conoce por tener a Jimmy Page tocando una Fender Stratocaster del año 1962 que le da un sonido característico. Este tema incluye letras de crítica acerca de la vida desenfrenada que viven los músicos de rock, así como la experiencia que tuvo Plant con un amigo que cayó en las drogas. La canción solo fue tocada una vez en vivo, en el The O2 Arena de Londres en 2007 como parte de su show de reunión, el llamado 'Celebration Day'.
- "Royal Orleans" es el único tema del álbum escrito por los 4 miembros del grupo. El título se refiere a un hotel en la ciudad de Nueva Orleans donde a la banda le gustaba pasar el tiempo y la letra relata la historia de un hombre que tiene una relación con una drag queen. Esta canción fue lanzada como sencillo, como el lado B de "Candy Store Rock".

Lado B
- "Nobody's Fault but Mine" es una de las canciones más conocidas del álbum, la cual empieza con un riff de guitarra distorsionada, que se produjo gracias a que Jimmy superpuso su guitarra 3 veces, una que fue una octava más alta que las otras. El tema está inspirado en una canción traidicional, especialmente en la versión realizada por el músico Blind Willie Johnson. La letra refleja al momento de la muerte de alguien que al principio no admite toda su culpa, hasta que se da cuenta de que ha hecho daño e intenta redimirse
- "Candy Store Rock" es una de las favoritas de Robert Plant, con una impresionante combinación de hard rock, funk y rock and roll al estilo de Elvis Presley. Las letras son sacadas directamente de varias canciones del cantante estadounidense. Este tema se escribió en el estudio, y fue lanzada como sencillo con "Royal Orleans" como Lado B.
- "Hots On for Nowhere" salió como una versión alterna del tema "Custard Pie" de las sesiones del álbum anterior, Physical Graffiti. El tema incluye mucha inspiración del funk y fue escrita por los 4 miembros del grupo en el estudio, tal como "Candy Store Rock".
- "Tea for One"  es el último tema del álbum y fue escrito por Page y Plant, con una duración de 9 minutos, siendo la segunda canción más larga del álbum. Es un blues menor reminiscente de "Since I've Been Loving You". Las letras no obstante son muy diferentes a las de "Since I've Been Loving You", más reflexivas, ya que fueron escritas por Plant en un hotel de Nueva York, tomando 'té para uno', sintiéndose solitario debido a las constantes giras y viajes de Led Zeppelin. La canción, incluso siendo tan compleja, sorprendentemente se hizo solo en dos tomas, una con solo de guitarra y otra sin el solo. Existen grabaciones de ensayos de la misma canción unida en un medley con el tema de Willie Dixon "Hoochie Coochie Man".

## Portada, libreto y diseño
La portada y el libreto, creadas por Hipgnosis, muestran imágenes de personas interactuando con una especie de obelisco negro. Dentro del libreto, al artefacto se lo conoce simplemente como "The Object" (El Objeto). 
Jimmy Page ha declarado que este objeto es una referencia lúdica al famoso monolito de 2001: Una odisea del espacio del director Stanley Kubrick. Básicamente, la presencia de este objeto quisiera representar "el vigor y la presencia" del grupo inglés.
En la mayoría de las ediciones originales en vinilo el título del álbum aparecía como un huecograbado en la portada, casi invisible a simple vista.
En la tapa se ve a una familia alrededor de una mesa en lo que parece ser un restaurante cerca de un puerto, con "El Objeto" sobre la mesa.
Para esta carátula se eligió un escenario en un puerto totalmente artificial instalado en el Centro de Exhibiciones Earls Court, en Londres, originalmente diseñado para el salón náutico anual; además hicieron un concierto en el lugar.
El interior contiene varias imágenes, también diseñadas por Hipgnosis que fueron creadas para parecer fotos de la revista National Geographic, donde aparecen varios escenarios, todos estos con "The Object" presente, tal como una piscina con una pareja sonriente, trabajadores en una fábrica, un padre y su hijo, una chica en la pradera, o una escena de golf, entre otros.
La contraportada muestra otra escena, ahora en un salón de clases, donde se encuentran una maestra y dos de sus aparentes alumnos.
Se puede ver el misterioso objeto nuevamente, que esta vez se manifiesta también con un dibujo en la pared.

## Recepción de la crítica
El disco alcanzó el n.º 1 en la lista Billboard 200, aunque nunca fue tan exitoso como los álbumes anteriores, vendiendo únicamente tres millones de copias en Estados Unidos y siendo calificado por la crítica como el peor trabajo discográfico de la banda.  Paradójicamente, el álbum contiene "Achilles Last Stand", considerado por Jimmy Page como el mejor tema de la banda.

## Lista de temas
Lado A
1. "Achilles Last Stand" (Page/Plant) 10:26
2. "For Your Life" (Page/Plant) 6:21
3. "Royal Orleans" (Bonham/Jones/Page/Plant) 2:58

Lado B
1. "Nobody's Fault But Mine" (Page/Plant) 6:15
2. "Candy Store Rock" (Page/Plant) 4:10
3. "Hots On for Nowhere" (Page/Plant) 4:42
4. "Tea for One" (Page/Plant) 9:27

## Reedición 2015
Una versión remasterizada de Presence fue editada el 31 de julio de 2015, junto con In Through the Out Door y Coda. La reedición viene en seis formatos: una edición estándar en CD, una edición de lujo de dos CD, una versión estándar de un LP, una versión de lujo de dos LP, una super deluxe de dos CD más la versión de dos LP con un libro de tapa dura de 80 páginas, y como descargas digitales de alta resolución 96k/24 bits. Las ediciones de lujo y súper de lujo cuentan con material extra que contiene tomas alternativas y un tema instrumental inédito, "10 Ribs & All/Carrot Pod Pod (Pod)". La reedición fue publicada con una versión más brillantemente coloreada de las ilustraciones del álbum original como portada de su disco extra.

## Personal
- Robert Plant - voz, armónica
- Jimmy Page - guitarra, productor
- John Paul Jones - bajo
- John Bonham - batería, percusión

Otros
- Peter Grant - productor ejecutivo.
- Keith Harwood - ingeniero de sonido y mezcla
- Jeremy Gee - ingeniero de cintas
- George Hardie - diseño de portada y libreto
- Hipgnosis - diseño de portada y libreto